# دیک بتلی
دیک بتلی (انگلیسی: Dick Betteley; ۱۴ ژوئیهٔ ۱۸۸۰ – ۳ اوت ۱۹۴۲) بازیکن فوتبال اهل بریتانیا بود.
از باشگاه‌هایی که در آن بازی کرده‌است می‌توان به باشگاه فوتبال وست برومویچ آلبیون و باشگاه فوتبال ولورهمپتون واندررز اشاره کرد.